# Elecciones municipales de 2011 en Pinto
Las elecciones municipales de 2011 se celebraron en Pinto el domingo 22 de mayo, de acuerdo con el Real Decreto de convocatoria de elecciones locales en España dispuesto el 28 de marzo de 2011 y publicado en el Boletín Oficial del Estado el día 29 de marzo. Se eligieron los 21 concejales del pleno del Ayuntamiento de Pinto mediante un sistema proporcional (método d'Hondt) con listas cerradas y un umbral electoral del 5 %.

## Resultados
La candidatura más votada en esta legislatura fue la del PP, cuya lista estaba encabezada por Miriam Rabaneda Gudiel, obteniendo 12 escaños en el pleno municipal. El PSOE de Juan José Nieto obtuvo 5 escaños, perdiendo 4 concejales con respecto a las elecciones de 2007. MIA de Pinto, encabezado por Rafael Sánchez Romero y UPyD de Pinto, con José Luis Contreras como primero de lista, obtuvieron ambos 2 concejales, entrando por primera vez en el consistorio. También por primera vez desde el fin de la dictadura, IU de Pinto no obtuvo ningún representante. Al igual que el partido local Juntos por Pinto, que no revalidó los dos concejales que obtuvo en la anterior legislatura. Los resultados completos se detallan a continuación.
| Candidatura                                           | Candidatura                                              | Votos  | %                               | Concejales                      |
| ----------------------------------------------------- | -------------------------------------------------------- | ------ | ------------------------------- | ------------------------------- |
|                                                       | Partido Popular (PP)                                     | 10 663 | 51,10                           | 12                              |
|                                                       | Partido Socialista Obrero Español (PSOE)                 | 4734   | 22,69                           | 5                               |
|                                                       | Movimiento de Izquierda Alternativa de Pinto (MIA-Pinto) | 1672   | 8,01                            | 2                               |
|                                                       | Unión Progreso y Democracia (UPyD)                       | 1657   | 7,94                            | 2                               |
| Izquierda Unida-Los Verdes (IU-LV)                    | Izquierda Unida-Los Verdes (IU-LV)                       | 724    | 3,47                            | 0                               |
| Partido Antitaurino Contra el Maltrato Animal (PACMA) | Partido Antitaurino Contra el Maltrato Animal (PACMA)    | 314    | 1,50                            | 0                               |
| Juntos por Pinto                                      | Juntos por Pinto                                         | 191    | 0,92                            | 0                               |
| Democracia Nacional (DN)                              | Democracia Nacional (DN)                                 | 189    | 0,91                            | 0                               |
| España 2000 (E2000)                                   | España 2000 (E2000)                                      | 42     | 0,20                            | 0                               |
| Votos en blanco                                       | Votos en blanco                                          | 681    | 3,26                            | n/a                             |
| Votos válidos                                         | Votos válidos                                            | 20 867 | 100,00                          | 21                              |
| Votos nulos                                           | Votos nulos                                              | 611    | Participación: \| \| 68,37 % \| | Participación: \| \| 68,37 % \| |
| Votantes                                              | Votantes                                                 | 21 478 | Participación: \| \| 68,37 % \| | Participación: \| \| 68,37 % \| |
| Electores                                             | Electores                                                | 31 416 | Participación: \| \| 68,37 % \| | Participación: \| \| 68,37 % \| |
|                                                       | 68,37 %                                                  |        |                                 |                                 |

## Concejales electos
Relación de concejales electos:
| N.º | Nombre                        | Lista | Lista     |
| --- | ----------------------------- | ----- | --------- |
| 1   | Miriam Rabaneda Gudiel        |       | PP        |
| 2   | Julio López Madera            |       | PP        |
| 3   | Juan José Martín Nieto        |       | PSOE      |
| 4   | Juan Antonio Padilla Heredero |       | PP        |
| 5   | Rosa María Ganso Patón        |       | PP        |
| 6   | José Miguel Govantes Sousa    |       | PSOE      |
| 7   | Alberto de las Heras Arroba   |       | PP        |
| 8   | Tamara Rabaneda Gudiel        |       | PP        |
| 9   | Rafael Sánchez Romero         |       | MIA-Pinto |
| 10  | José Luis Contreras Román     |       | UPyD      |
| 11  | Rafael Carrasco Sánchez       |       | PSOE      |
| 12  | Fernando Asís González Jaén   |       | PP        |
| 13  | Alberto Vera Perejón          |       | PP        |
| 14  | Rosario Mendoza Muñoz         |       | PP        |
| 15  | Lorena Morales Porro          |       | PSOE      |
| 16  | Ana María Romero Gómez        |       | PP        |
| 17  | Salomón Aguado Manzanares     |       | PP        |
| 18  | Juan Diego Ortiz González     |       | PSOE      |
| 19  | Francisco José Pérez García   |       | PP        |
| 20  | Daniel Santacruz Moreno       |       | MIA-Pinto |
| 21  | Francisco González Mojarro    |       | UPyD      |

## Investidura del alcalde
Miriam Rabaneda fue investida alcaldesa del municipio con el voto de 12 concejales el día de la constitución de la nueva corporación; Juan José Martín Nieto obtuvo 5, y Rafael Sánchez Romero y José Luis Contreras Román 2.